# Bankgeheimnisse
Bankgeheimnisse ist ein deutscher Film des Sender Freies Berlin aus dem Jahr 1986. In der Hauptrolle ist Hans Peter Korff zu sehen. Die Regie führte Frank Strecker.

## Handlung
Horst Valfelt ist seit einigen Jahren der stellvertretende Leiter einer renommierten und gut angesehenen Bankfiliale in West-Berlin. Eines Tages wird er jedoch bei seiner längst erhofften Beförderung zum Filialleiter einfach übergangen. Man setzt ihm nun eine Frau als neue Zweigstellen-Leiterin vor die Nase, was für Horst zunächst ein schwerer Schlag in seiner Karriere ist.
Eines Tages erscheint sein ehemaliger Studienkollege Thomas Berthold in der Bankfiliale. Thomas will sich nun selbständig machen und bittet daher um einen Kredit. Horst bietet ihm großspurig einen Kredit zu offenbar sehr günstigen Konditionen an. Zunächst laufen die Geschäfte von Thomas sehr gut. Er trifft sich nun auch privat mit Horst, allerdings nicht nur aus geschäftlichen Gründen. Denn Horst hat schon vor längerer Zeit ein Auge auf Ulrike, der Ehefrau von Thomas, geworfen. Doch nach einiger Zeit wendet sich für Thomas beruflich das Blatt, denn seine Firma für Wärmepumpen gerät in rote Zahlen. Horst hingegen ist dann hin- und hergerissen, was er tun soll, da er jetzt am längeren Hebel sitzt. Horst versucht noch Thomas und seine Firma so lange wie möglich zu schützen, kann aber dennoch das Konkursverfahren nicht mehr abwenden. Die Freundschaft der beiden scheint für immer beendet, da Horst immer loyal zu seinem Arbeitgeber gewesen ist und es auch in Zukunft sein wird.

## Hintergründe
Der Film wurde im Jahr 1984 im Auftrag des SFB in West-Berlin gedreht. Die Erstausstrahlung fand am 12. September 1986 zur Hauptsendezeit in der ARD statt.